# グランドピアノ 狙われた黒鍵
『グランドピアノ 狙われた黒鍵』（グランドピアノ ねらわれたこっけん、Grand Piano）は、2013年にスペインで英語制作されたスリラー映画。エウヘニオ・ミラ監督、デミアン・チャゼル脚本、イライジャ・ウッドとジョン・キューザック主演。
アメリカ合衆国では、テキサス州で開催された映画祭「ファンタスティック・フェスト」において2013年9月20日に限定公開 され、その後ビデオ・オン・デマンドにて2014年1月30日に配信が開始された。

## ストーリー
若き天才ピアニストのトム・セルズニックは、あるトラウマを抱えたことで長年演奏から遠ざかっていた。しかし、彼の恩師パトリックが亡くなり、その追悼コンサートが行われることになったため、弟子としてトムは5年振りにステージに立つことになる。当日、ステージに用意されたのは、パトリックが遺した最高級のグランドピアノ・ベーゼンドルファー・モデル290。そして奏でる曲は、パトリックとトム以外には完璧に演奏できる者はいないと称される『ラ・シンケッテ』という曰くつきのものだった。
大きなプレッシャーの中、いよいよ演奏が始まる。するとトムは、楽譜に書かれた「1音でも間違えたら、お前を殺す」という謎の脅迫文に気づく。その脅迫は悪戯等ではなく、間違いなくスナイパーがトムの命を狙っているのだった。こうしてトムは、理由も分からぬまま、命をかけた演奏に挑むことになってしまう。

## キャスト
※括弧内は日本語吹替
- トム・セルズニック - イライジャ・ウッド（浪川大輔）

天才ピアニスト。しかし現在は過去のトラウマから5年以上演奏をしていない。
- スナイパー - ジョン・キューザック（家中宏）

トムを脅迫する謎の男。
- エマ・セルズニック - ケリー・ビシェ（樋口あかり）

トムの妻。人気女優。
- アシュリー - タムシン・エガートン（木下紗華）

エマの友人。
- ウェイン - アレン・リーチ（こばたけまさふみ）

トムの友人。
- パトリック

トムの恩師。亡くなった彼の追悼コンサートが物語の始まりとなる。

## トリビア
- 劇中で主人公トムが命がけで演奏に挑む難曲『ラ・シンケッテ』の作曲者は、本作の監督であるエウヘニオ・ミラである。彼は映画監督だけではなく、音楽家としても活躍している。